# Central Hidràulica de la Pobla de Segur
La Central Hidràulica de la Pobla de Segur està situada a la localitat de la Pobla de Segur, a la comarca del Pallars Jussà. Fou la primera central construïda per la Sociedad Productora de Fuerzas Motrices i és posà en marxa en dues fases; la primera l'any 1920 (Pobla I) i la segona el 1923 (Pobla II). És una central d'aigua fluent, perquè utilitza part del cabal del riu Flamisell per a generar energia elèctrica. Al no disposar d'embassament per emmagatzemar aigua no pot regular cabals.
La funció de la central de la Pobla de Segur és la producció d'energia hidroelèctrica.

## Antecedents
Emili Riu, ànima fundadora d'Energia Elèctrica de Catalunya, disposava personalment de la concessió d'explotació del riu Flamisell entre Senterada i la Pobla de Segur, la qual li permetia la seva explotació hidroelèctrica. L'agost de 1916 va arribar a un acord amb l'empresa Energia Elèctrica de Catalunya (de la qual era soci i membre del consell d'administració) per construir la central de la Pobla de Segur explotant la conca inferior del riu Flamisell, i venent la producció a Energia Elèctrica de Catalunya. Amb aquest objectiu Emili Riu va constituir el 5 d'abril de 1917 la “Sociedad Productora de Fuerzas Motrices”.

## Construcció
La construcció de la central de la Pobla fou difícil, principalment per que l'estació de tren més propera es trobava situada a 100 quilòmetres de distància, de forma que l'últim tram del transport de totes les persones, matèries primeres i peces grans i petites s'hagué de fer per carretera. El transport del ciment i de la petita maquinària es feu per carro, arribant a caldre fins a 30 cavalls per vehicle. Per transportar els components més pesats de fins a 6 tones s'usaren camions. Per les peces de fins a 20 tones s'utilitzaren vehicles articulats com els trens Renard.
Per a tots els vehicles i la seva càrrega el punt de partida era Tàrrega, que disposava d'una bona estació de tren, de la línia entre Barcelona i Madrid. L'itinerari era Tàrrega, Agramunt, Artesa de Segre, port de Comiols (a 1.100 metres d'altitud), Sant Salvador de Toló, Tremp, i després d'un viatge de 80 quilòmetres s'arribava a la Pobla de Segur.
Un altre factor d'importància era el disposar del personal amb les competències necessàries per fer les feines. Es publicaren anuncis a la premsa de Barcelona buscant peons, barrenadors, miners de túnel i paletes, oferint jornades de 10 hores diàries amb la possibilitat de treballar tots els dies.
El pressupost de construcció de la central era de 15 milions de pessetes (61,528 milions d'euros el 2019), es preveia una potència instal·lada de 17 MW i una producció anual de 60 GW. El temps transcorregut entre l'inici de la construcció i la posada en marxa dels dos primers grups fou de 23 mesos.

## Components de la central
Malgrat haver fet la posada en servei en dues fases, la conca de captació d'aigües és la mateixa, així com la canalització fins a la cambra de càrrega, ubicada al turó de Vileres.

### Conca de captació i canalització

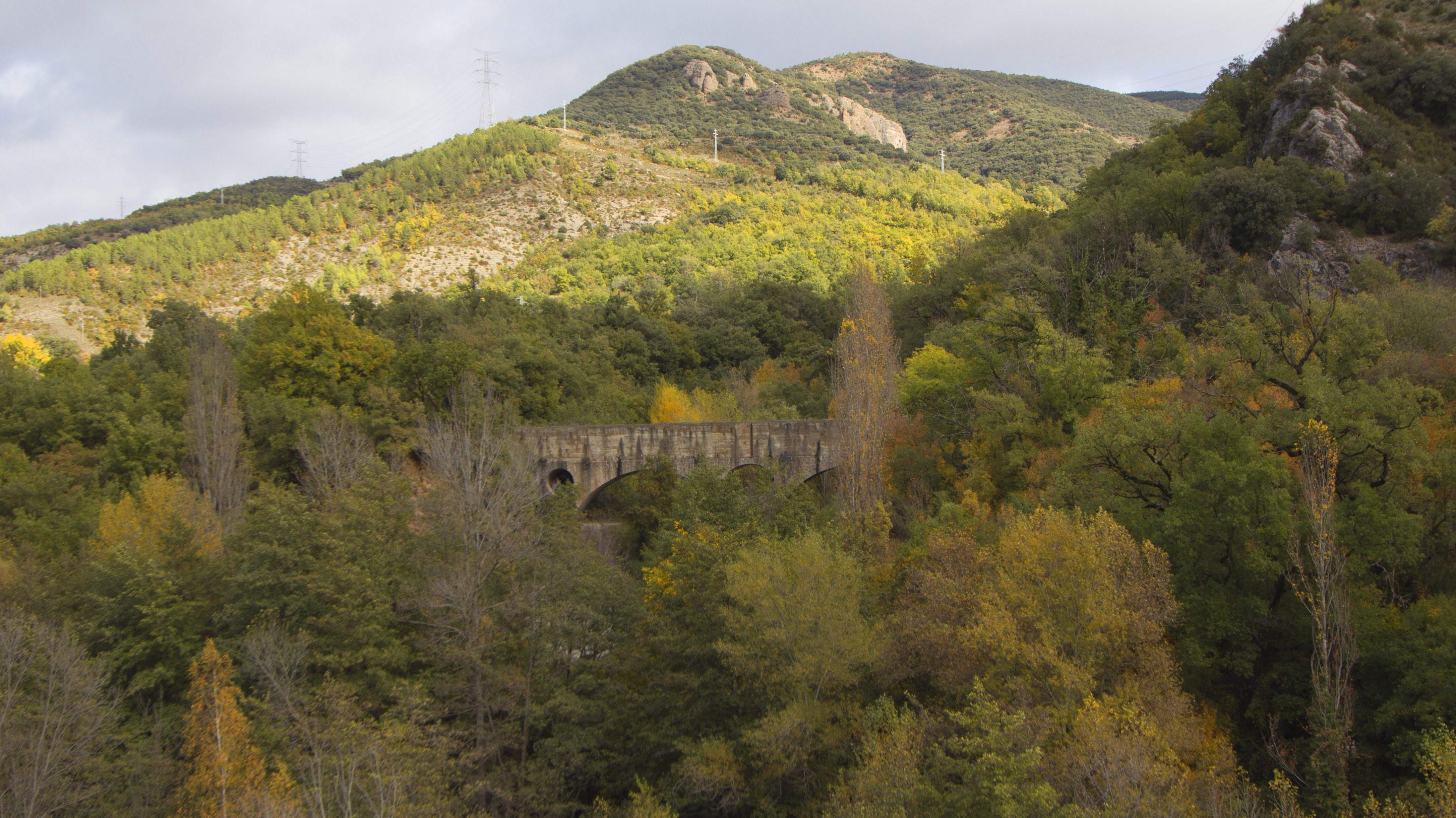
Pont del canal, que du l'aigua de la presa de Senterada fins a la cambra d'aigües a Vileres

La captació de l'aigua per a la central és du a terme al riu Flamisell, a la presa de Senterada (711 metres d'altitud), on es desvia cap a l'esquerra a un depòsit que per decantació alimenta la canalització soterrada de 8.660 metres de longitud portant l'aigua per un canal de derivació a la cambra de càrrega (697 metres d'altitud) de la central de la Pobla de Segur. En el seu recorregut s'han excavat dotze túnels, el més llarg dels quals té 300 metres. El canal està cobert en aquelles parts que va en trinxera, i el pas sobre els barrancs es fa mitjançant aqüeductes. El més important d'ells és el pont de Reguard, amb una longitud de 60 metres i conegut com El pont del Canal.
El canal desaigua en el dipòsit de la cambra de càrrega, el qual té una longitud de 100 metres, i una capacitat de 6.000 metres cúbics. Està ubicat al paratge de Vileres, sobre la central. Disposa d'un sobreeixidor que en cas de necessitat desaigua al contigu Barranc de Vallcarga. El sobreeixidor està col·locat abans de l'entrada d'aigua a les canonades forçades. Amb aquesta precaució, en el cas de produir-se un tancament sobtat del distribuïdor de la turbina de la central, l'aigua que entra al dipòsit es abocada pel sobreeixidor, sense aprofitar-se, però evitant augmentar la magnitud de la pressió del cop d'ariet en la canonada forçada.
Arran de la cambra de càrrega s'origina el salt d'aigua. Cada canonada està equipada amb una xemeneia d'aire; la seva funció és evitar el buit baromètric que es produiria si la vàlvula situada just abans es tanqués de forma brusca. El buit que es produiria quan l'aigua continguda dintre de la canonada forçada anés baixant podria provocar un aixafament de la canonada. La xemeneia d'aire també permet que l'aire s'evacuï de forma apropiada quan la canonada forçada s'omple d'aigua.

### Salt

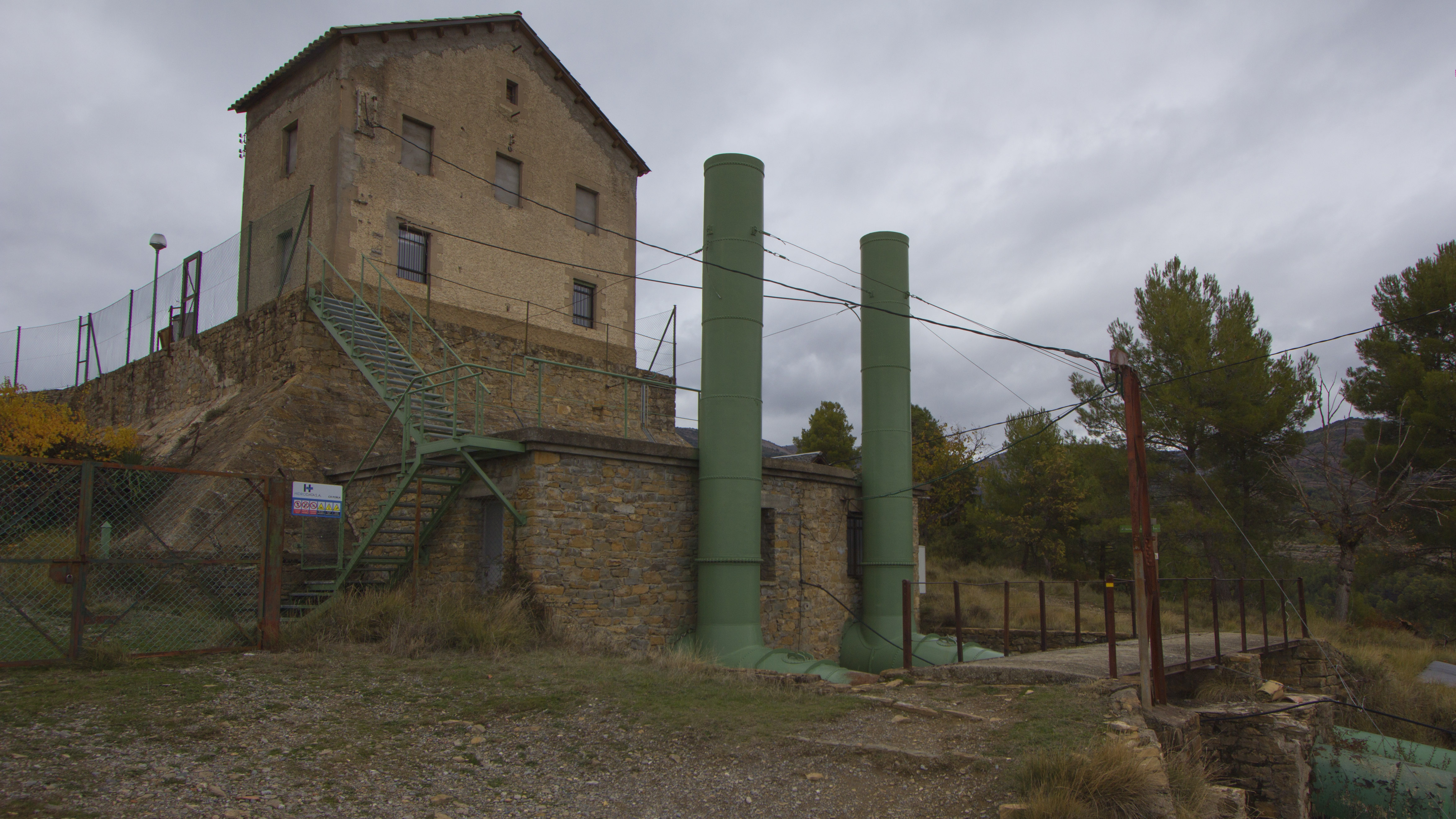
Cambra de càrrega a Vileres, xemeneies d'aire i inici de les dues canonades forçades del Salt de la Pobla

El salt d'aigua està format per dues canonades, unides per la part inferior tocant a l'edifici de la central formant un bucle. La longitud de cada una és de 680 metres, el diàmetre mig de 1,45 metres i els espessors de la xapa d'acer oscil·len entre els 5 mil·límetres els més propers a la cambra de càrrega i els 26 mil·límetres els més pròxims a la central. La primera canonada fou posada en funcionament el 1920 i fou construïda per Talleres Zorroza, de la Sociedad Española de Construcciones Mecánicas; la segona, acabada el 1923 fou construïda per Talleres de Miravalles, empresa de Biscaia.
A l'inici de cada canonada forçada hi han instal·lada una xemeneia d'aire.

### Generació
L'edifici allotja les turbines, els alternadors i els elements de regulació i control de Pobla I i Pobla II. La sala de màquines es va equipar amb un pont grua elèctric de 20 tones, fabricat per Enrique Peter, empresa de Barcelona.
L'aigua que baixa per la primera canonada forçada permet generar energia elèctrica a través de dos grups generadors idèntics ubicats a la sala de màquines de la central. En origen cada grup té una turbina Francis d'eix horitzontal, originalment amb una potència màxima de 8.000 HP treballant a 500 revolucions per minut, construïda per l'empresa Escher Wyss & Cie de Zurich.
Els alternadors originals produïen 6.250 kVA - 6.000 V, i van ser fabricats per l'empresa Brown, Boveri & Cie de Suïssa.
L'aigua de la segona canonada és turbinada per tres grups generadors idèntics. Inicialment cada grup disposava d'una turbina Francis d'eix horitzontal, originalment amb una potència màxima de 4.000 HP treballant a 750 revolucions per minut, i també totes tres foren construïdes per l'empresa Escher Wyss & Cie de Zurich.
Les turbines de la segona canonada estaven servides per dos alternadors. Cada un produïa 6.250 kVA - 6.000 V, i també van ser fabricats per l'empresa Brown, Boveri & Cie de Suïssa.
Un cop l'aigua ha estat turbinada va a raure a la Noguera Pallaresa a través d'un canal.

## Transformació i transport
Una connexió soterrada connectava la central de la Pobla amb la propera estació de transformadors que disposava l'empresa Energia Elèctrica de Catalunya a la La Pobla de Segur.

## Resum característiques i producció

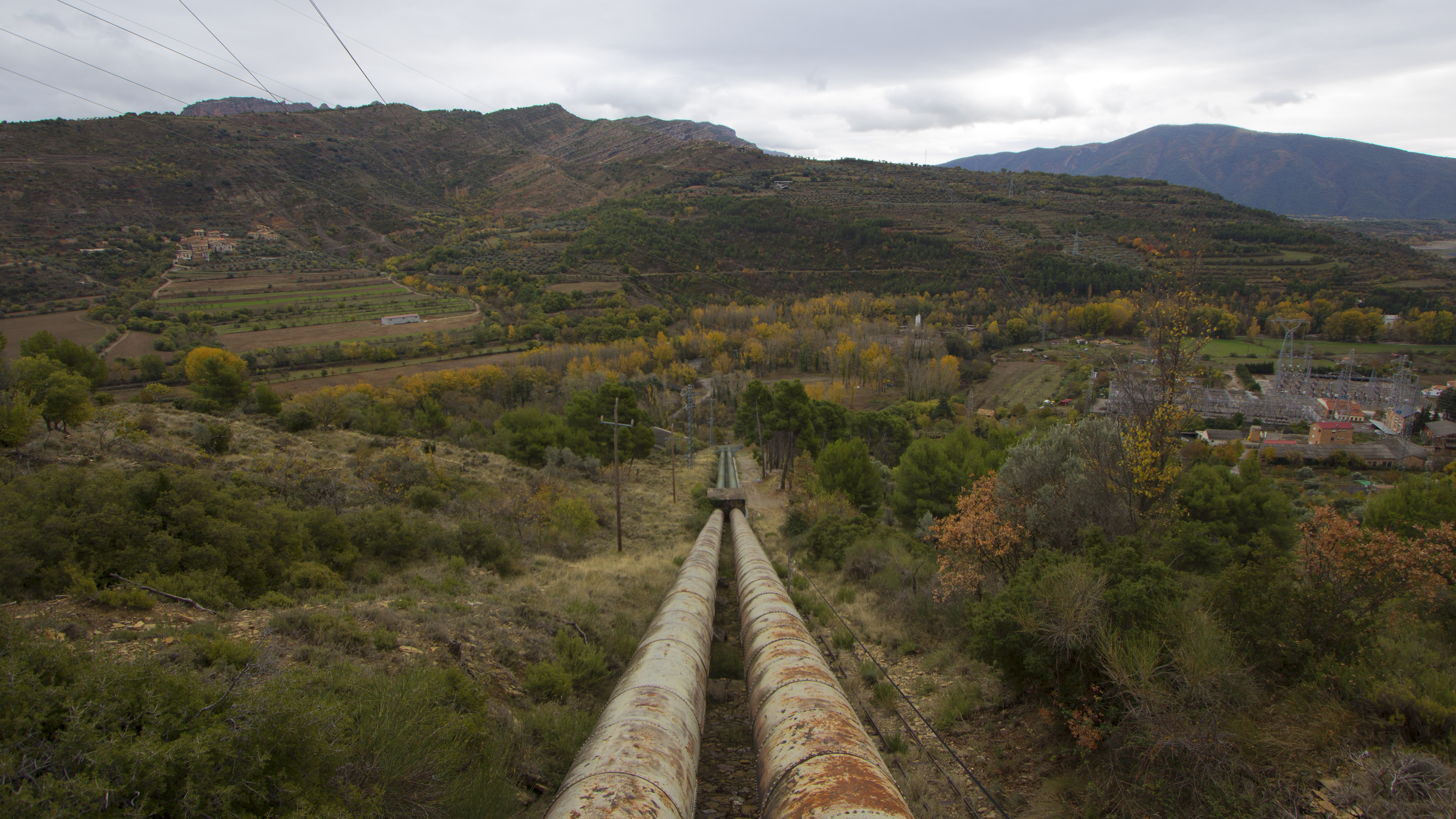
Canonades forçades baixant des de Vileres fins a la central de la Pobla de Segur

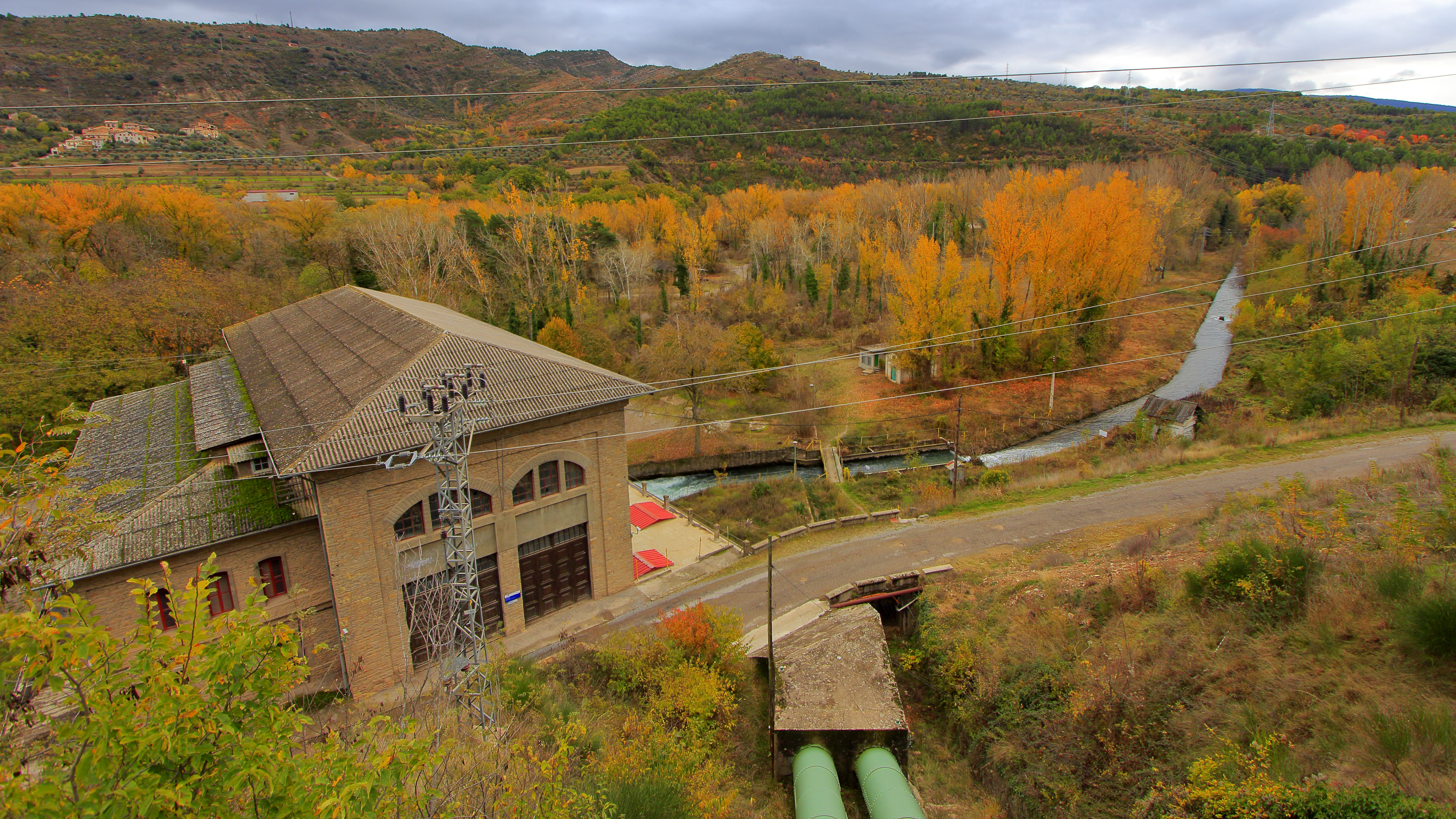
Vista general Central de Pobla; canonades forçades, edifici i canal d'evacuació

|                                   | Central Pobla I                                       | Central Pobla II'                                     |
| Any posada en marxa               | 1920                                                  | 1923                                                  |
| Construïda per                    | Productora de Fuerzas Motrices                        | Productora de Fuerzas Motrices                        |
| Operada per                       | Hidrodata                                             | Hidrodata                                             |
| Salt                              |                                                       |                                                       |
| Altitud                           | 697,70 metres                                         | 697,70 metres                                         |
| Desnivell                         | 192,00 metres                                         | 192,00 metres                                         |
| Número de canonades               | 1                                                     | 1                                                     |
| Longitud canonada forçada         | 680 metres                                            | 680 metres                                            |
| Diàmetre mig canonada             | 1,45 metres                                           | 1,45 metres                                           |
| Cabal d'aigua nominal             | 6 metres cúbics/segon                                 | 6 metres cúbics/segon                                 |
| Sala de màquines                  |                                                       |                                                       |
| Altitud                           | 513,34 metres                                         | 513,34 metres                                         |
| Nombre de grups                   | 2                                                     | 3                                                     |
| Turbines per grup (1)             | 2 turbines Francis d'eix horitzontal de 8.000 HP c.u. | 3 turbines Francis d'eix horitzontal de 4.000 HP c.u. |
| Potencia instal·lada per grup (2) | 7,57 MW                                               | 5,67 MW                                               |
| Potència instal·lada total        | 13,24 MW                                              | 13,24 MW                                              |
| Producció mitja total anual.      | 25 GWh                                                | 25 GWh                                                |

(1) instal·lació original
(2) estimació

## Mesura d'eficiència

### Dades actuals

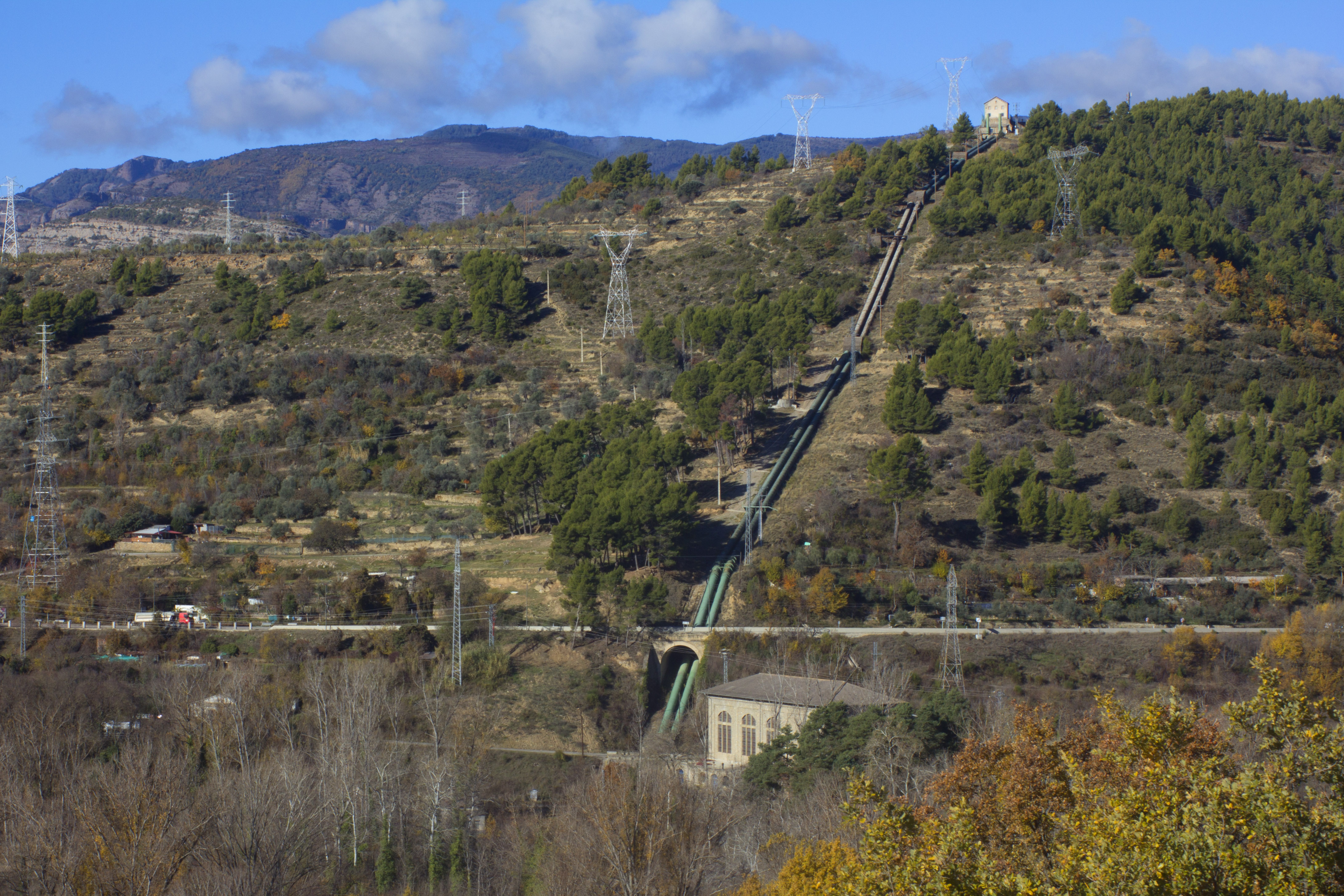
Vista general: Cambra d'aigua, xemeneies d'aire, canonades forçades i edifici principal

A partir de les dades de característiques tècniques i producció de cadascuna de les centrals, es poden obtenir indicadors de la seva eficiència.
|                      | Central Hidroelèctrica de la Pobla de Segur |
| Mesures d'eficiència |                                             |
| Potència mitja anual | 2,85 MW                                     |
| Factor de planta     | 0,2155                                      |

El factor de planta proporciona un indicador de l'eficiència en la producció d'energia. La tendència en el disseny de les centrals hidroelèctriques és que operin com a plantes per pics o puntes, entrant en operació durant les hores de major demanda d'energia en el sistema elèctric. Per a això cal una gran capacitat instal·lada, atès que durant aquestes hores el sistema elèctric necessita aquesta potència. Un altre factor que afecta molt a aquest indicador és la disponibilitat d'aigua, o la seva estacionalitat. El factor de planta en aquest tipus de centrals tendeix a estar en una forquilla de valors de 0,25-0,17. En una central nuclear, el factor de planta pot variar entre el 0,51 (Vandellòs II el 2005) i el 0,98 (Vandellòs II el 2005). Les grans variacions en una central nuclear poden estar originades per aturades de manteniment o recàrrega.

### Dades del projecte original
La potència instal·lada prevista era de 17MW, i la producció prevista anual era de 60 GWh. Aquestes dades donen un factor de planta de 0,4029, el doble del factor real. La central de la Pobla ha estat molt menys eficient del previst.

## Danys de guerra

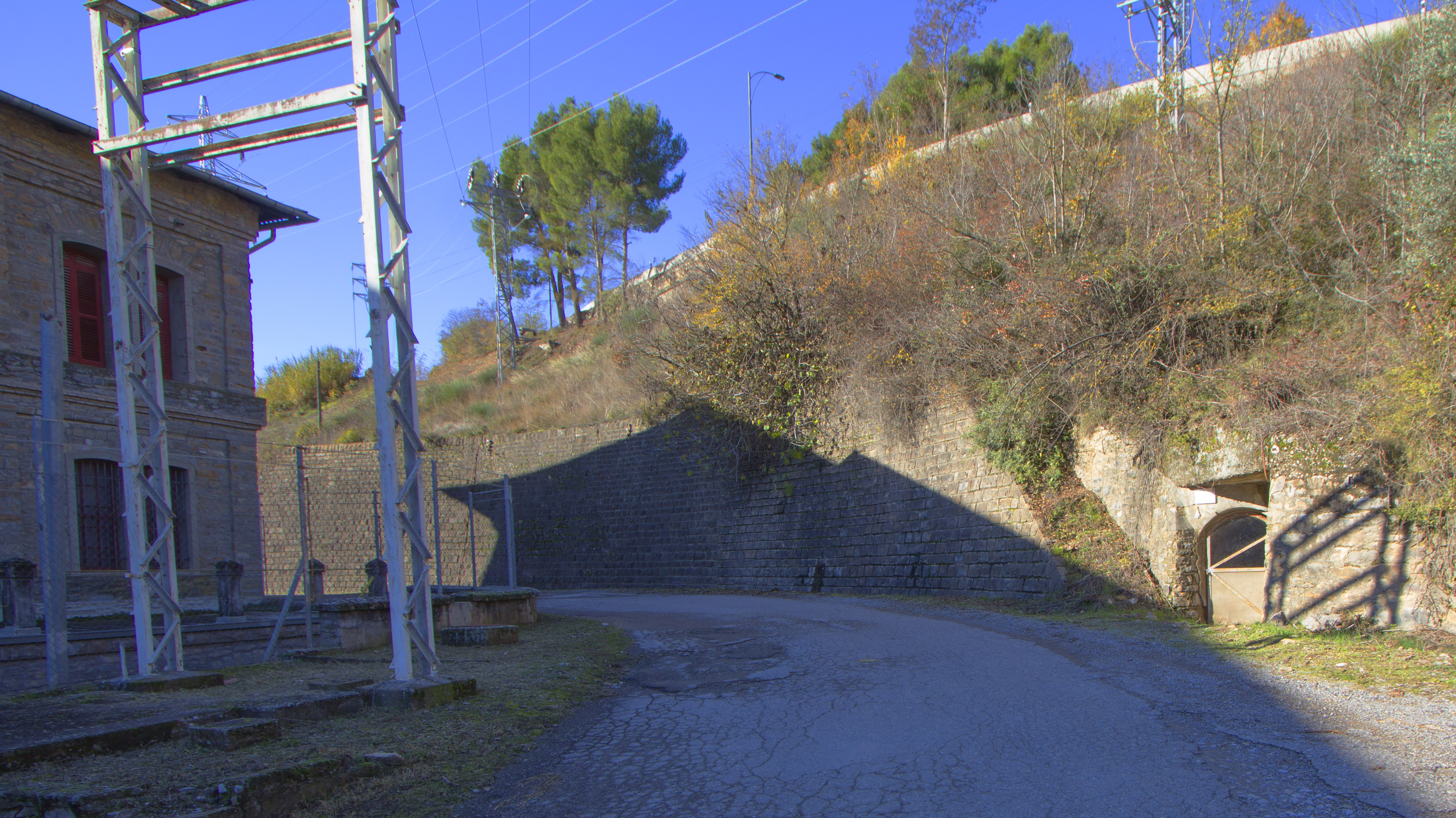
A la dreta, entrada al refugi antiaeri situat sota l'actual carretera N-260. A l'esquerra, edifici principal de la central

Durant la guerra civil les centrals hidroelèctriques ubicades als Pirineus van ser considerades objectius militars prioritaris a ser destruïts per l'exercit rebel espanyol. Amb la seva inutilització es volia impedir el subministrament elèctric a la industria catalana per dificultar la fabricació d'armament. El 17 de febrer de 1937 l'aviació de la Legió Còndor, aliada als rebels espanyols, va bombardejar la central, essent la primera vegada que ho feia contra una central catalana. Els projectils afectaren les canonades forçades, i com a resultat la central va restar tres mesos avariada. Afortunadament pels interessos republicans les bombes no colpiren l'estructura a l'aire lliure on hi havia els transformadors i els sistemes de connexió de les línies que anaven a Barcelona.
La Pobla de Segur fou el primer poble bombardejat per avions a Catalunya, i el primer que va construir refugis antiaeris per a la protecció de la població civil; se'n van construir cinc, i un d'ells s'edificà just al costat de la central hidroelèctrica.
El 7 d'abril de 1938 les tropes franquistes ocuparen la Pobla de Segur dintre de la seva ofensiva contra els Pallars i la Vall d'Aran.